# Ononis cephalantha
Ononis cephalantha är en ärtväxtart som beskrevs av Auguste Nicolas Pomel. Ononis cephalantha ingår i släktet puktörnen, och familjen ärtväxter.

## Underarter
Arten delas in i följande underarter:
- O. c. cephalantha
- O. c. pseudocephalantha